# سيينا جوينز
سيينا جوينز (بالإنجليزية: Siena Goines)‏ هي ممثلة أمريكية، ولدت في 28 مارس 1969 بواشنطن العاصمة في الولايات المتحدة.

## أعمال

### مسلسلات
- جيريكو[3]
- عقول إجرامية
- كاسل

## وصلات خارجية
- سيينا جوينز على موقع IMDb (الإنجليزية)
- سيينا جوينز على موقع ألو سيني (الفرنسية)
- سيينا جوينز على موقع أول موفي (الإنجليزية)
- سيينا جوينز على موقع قاعدة بيانات الأفلام السويدية (السويدية)
- سيينا جوينز على موقع قاعدة بيانات الفيلم (الإنجليزية)
- سيينا جوينز على موقع كينوبويسك (الروسية)